# 서부 스위스 회사
서부 스위스 회사(프랑스어: Compagnie de l'Ouest-Suisse, OS)는 스위스의 철도 회사로 1854년에 설립되어 1872년 서부 스위스 철도에 흡수되었다. OS는 서부 스위스에 철도 네트워크를 구축하고 다음을 통해 프랑스와 연결되었다. 1858년, 스위스의 첫 번째 철도는 프랑스 스트라스부르-바젤 철도(Chemin de fer de Strasbourg à Bâle)였으며, 이 철도는 1844년 바젤과 프랑스 스트라스부르를 연결했다.

## 역사
1854년, 서부 스위스 회사는 파예른과 무르텐 을 거쳐 베른까지 계속한다는 제안과 함께 로잔에서 이베르동까지의 철도 건설을 위해 보주로부터 양보를 얻었다. 이베르동을 지나는 경로의 확장은 오롱 철도 분쟁(Oronbahnkonfliktes)으로 인해 지연되었다. 프리부르는 더 평평하고 저렴한 선형을 따라가기보다는 프리부르 시를 통과하는 경로를 찾았고 파예른과 무르텐을 통과하는 경로가 프리부르의 주를 통과해야 했기 때문에 철도를 지연시킬 수 있었다. 1857년에 프리부르를 통과하는 경로가 마침내 합의되었다.
1855년 5월에는 부시니-프레-로잔에서 이베르동까지, 1855년 7월 1일에는 부시니에서 르낭을 거쳐 모르주까지 쥐라산맥 발 라인의 일부로 개통되었다. 1856년 5월 5일 회사는 르낭에서 로잔까지, 모르주에서 부시니까지 연결하는 두 개의 새로운 구간을 개통했다. 1857년 6월 10일, 제네바 호수 서쪽 끝에 있는 빌뇌브에서 론 계곡의 벡스까지 구간이 개통되었다. 로잔과 빌뇌브 사이의 연결은 1861년까지 보트로 운영되었다. 1859년 11월 7일에 이베르동에서 보마르쿠스까지의 구간이 열렸고, OS를 연결하는 것은 프랑코-스위스(Franco-Suisse, FS)의 네트워크였다.
프랑스 파리-리옹-지중해 철도에 대한 철도 연결을 설정하기 위해 OS는 1858년 4월 14일에 모르주에서 코페까지 노선을 개통하고, 다음 4월 21일에는 코페에서 베르수아까지 노선을 개통했다. 1858년 6월 25일 OS는 제네바-베르수아 철도(Chemin de fer Genève-Versoix, GM)의 베르수아- 제네바 노선의 개통과 함께 제네바와 연결되었다. 6일 후 로잔-프리부르-베른 철도(LFB)가 설립되었다. 1862년 9월 4일 베른과 중부 스위스와의 연결을 완료했다.
1860년 11월 1일, 베에서 생모리스 근처의 레팔루드까지의 노선은 르부베레에서 마르티니까지의 이탈리아 라인 회사(Ligne d'italie, LI) 노선과 연결되었는데, 이는 심플론 고개까지 노선을 건설하려는 야심의 일환이었다. 1861년 4월 2일 로잔에서 빌뇌브까지 제네바 호수 기슭의 간격이 폐쇄되었다.

### 서부 스위스 철도
제네바에서 로잔을 경유하여 뇌샤텔까지 연결되는 연결 은 종종 충돌하는 3개의 경쟁 철도 회사가 소유했다. 로잔- 프리부르-베른 철도(Chemin de fer Lausanne–Fribourg–Berne, LFB)는 제네바에서 베르수아까지의 짧은 구간을 소유했으며, 베르수아에서 보마르쿠스까지의 노선은 OS에 속했고 뇌샤텔까지 이어지는 노선은 프랑코 스위스가 소유했다. 재정적 어려움 때문에 3개의 서부 스위스 철도는 서부 스위스 철도 협회(Association des chemins de fer de la Suisse Occidental)라는 공동 사업을 설립했다.(서부 스위스 철도 협회) 긴 협상 끝에 1865년 1월 1일. 그들의 작업은 로랑-베르제롱와 콩프(Laurent-Bergeron et Comp)라는 회사에 위탁되었다. 세 서부 스위스 철도 회사의 재정 상황은 안정되었고 1868년부터 회사는 매년 약간의 배당금을 지급할 수 있었다.
1872년 1월 1일 서부 스위스 철도(Suisse-Occidentale, SO)가 공개 유한회사로 설립되어 서부 스위스가 LFB 및 FS와 완전히 통합되었다. 315km 길이의 네트워크를 갖춘 스위스 최대의 철도 회사가 되었다.